# Arthur Amundsen
Arthur Martinius Amundsen, född 22 mars 1886, död 25 februari 1936, var en norsk gymnast.
Amundsen tog silver i herrarnas lagmångkamp vid olympiska sommarspelen 1908 i London. Vid olympiska sommarspelen 1912 i Stockholm var han med och tog brons i lagtävlingen i svenskt system.